# Őszinte leszek
Az Őszinte leszek - Talkshow Osváth Zsolttal a Viasat3 2024. október 24-én indult talkshow-ja.
A műsorvezetője Osváth Zsolt.

## Története
2024. augusztus 26-án Kis-Bocz Éva, az Antenna Entertainment régiós csatornaigazgatója az őszi sajtótájékoztatóban bejelentette, hogy Osváth Zsolt vezetésével érkezik az Őszinte leszek - Talkshow Osváth Zsolttal a Viasat3-ra. A premierdátumát 2024. október 8-án hozták nyilvánosságra.

## Évadok
| Évad | Évad | Részek száma | Részek száma | Eredeti sugárzás  | Eredeti sugárzás   | Eredeti adó |
| Évad | Évad | Részek száma | Részek száma | Évadbemutató      | Évadzáró           | Eredeti adó |
| ---- | ---- | ------------ | ------------ | ----------------- | ------------------ | ----------- |
|      | 1.   | 8            | 8            | 2024. október 24. | 2024. december 12. |             |